# El Cajón del Sabino
El Cajón del Sabino o a veces nombrado sólo como El Cajón, es una ranchería del municipio de Álamos ubicada en el sureste del estado mexicano de Sonora, cercana a los límites divisorios con los estados de Chihuahua y Sinaloa. Según los datos del Censo de Población y Vivienda realizado en 2020 por el Instituto Nacional de Estadística y Geografía (INEGI), El Cajón del Sabino (El Cajón) tiene un total de 152 habitantes.

## Geografía
El Cajón del Sabino se ubica en el sureste del estado de Sonora, en la región sur del territorio del municipio de Álamos, sobre las coordenadas geográficas 26°51′8″ de latitud norte y 108°42′24″ de longitud oeste del meridiano de Greenwich, a una altura media de 355 metros sobre el nivel del mar, al este de su ubicación se encuentra la loma El Ahogado.